# طاووس سیفانیوس (پروانه)
طاووس سیفانیوس (پروانه)(نام علمی: Papilio syfanius) نام یک گونه از تیره پروانه‌های دم‌چلچله‌ای است.
- طاووس سیفانیوس (Papilio syfanius) زیرگونه‌ها:

- طاووس سیفانیوس سیفانیوس  (Papilio syfanius syfanius)
- طاووس سیفانیوس آلبوسیفانیوس (Papilio syfanius albosyfanius)
- طاووس سیفانیوس کیتاواکی (Papilio syfanius kitawakii)